# 元砂勇雪
元砂 勇雪（もとすな ゆう、1991年11月1日 - ）は、大阪府松原市出身の日本競輪選手会奈良支部所属の競輪選手。日本競輪学校（当時。以下、競輪学校）第103期生。師匠は武田和也（競輪学校第92期生）。
四人きょうだいの次男で、兄の海人は競輪学校第113期生の競輪選手、妹の七夕美は競輪学校第108期生の女子競輪選手。

## 経歴
中学校時代の2005年、ホノルルトライアスロン・13～14歳の部優勝。
2006年
- シマノ鈴鹿ロードレース及びツール・ド・おきなわの中学の部優勝。
- 全国ジュニア自転車競技大会 優勝。

2007年、奈良県立榛生昇陽高等学校に進学後、全国高等学校総合体育大会自転車競技大会の4000m速度競走を、2007年から2009年まで3連覇。
2008年
- 第28回アジア自転車競技選手権大会・ジュニア部門で、4000m団体追い抜きとマディソンでいずれも2位。

2009年
- 8月11日に行われたジュニア世界選手権自転車競技大会（モスクワ）のポイントレースにおいて2位に入り、銀メダルを獲得した。

2010年、鹿屋体育大学に進学。
- 第30回アジア自転車競技選手権大会・マディソン 3位（佐々木龍とのペア）。

2011年
- 第31回アジア自転車競技選手権大会 団体追抜 3位
- 12月16日、競輪学校第103回（技能）試験に合格[3]。これに伴い、鹿屋体育大学を中退した。

2013年
- 3月29日、競輪学校を卒業。在校競走成績は8位（16勝）[4]。
- 7月7日、和歌山競輪場でデビューし、初勝利を挙げた。さらに8日の準決勝、9日の決勝も勝ち、デビュー場所で完全優勝を果たした。

## 関連記事
- 兄弟スポーツ選手一覧#競輪